# تريسي روبرتسون
تريسي روبرتسون (بالإنجليزية: Tracy Robertson)‏ هو لاعب كرة قدم أمريكية أمريكي، ولد في 26 سبتمبر 1989 في هيوستن في الولايات المتحدة.

## وصلات خارجية
- تريسي روبرتسون على موقع مرجع كرة القدم المحترفة.كوم (الإنجليزية)